# Tequus vikrea
Tequus vikrea – gatunek błonkówki z rodziny Pergidae.

## Taksonomia
Gatunek ten został opisany w 1980 roku przez Davida Smitha pod nazwą Acordulecera vikrea. Jako miejsce typowe podano departament Tafí Viejo w argentyńskiej prowincji Tucumán. Holotypem była samica. W 1990 roku autor opisu przeniósł ten gatunek do rodzaju Tequus. 

## Zasięg występowania
Ameryka Południowa. Znany z Argentyny z prowincji Jujuy, Salta i Tucumán w płn. części kraju.